# Forty Foot

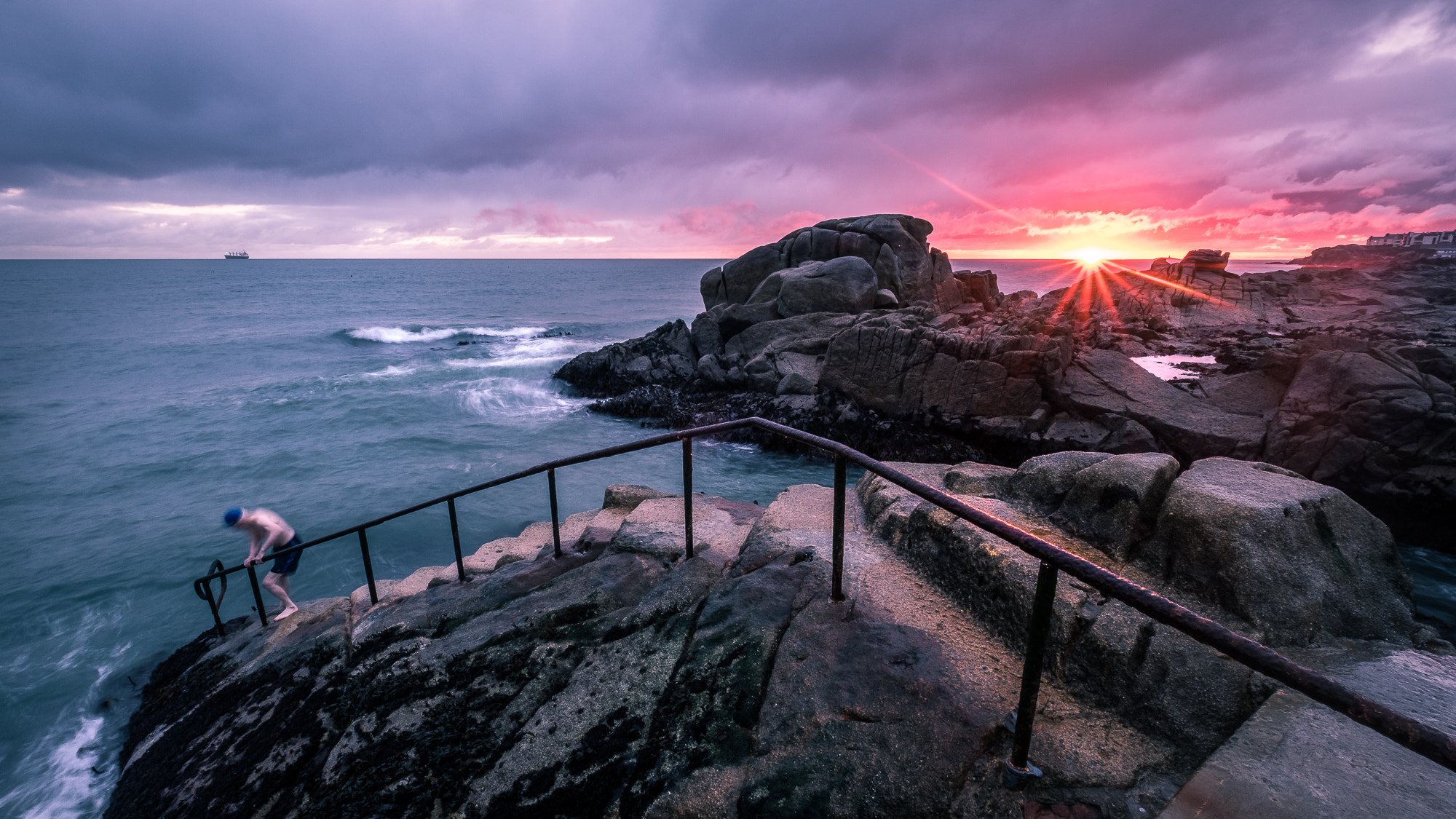
Forty Foot al amanecer, 2018

'Forty Foot (en irlandés: Cladach an Daichead Troigh, traducible al español como 40 pies) es un promontorio en el extremo sur de la Bahía de Dublín en Sandycove (Condado de Dublín, Irlanda), desde donde la gente ha estado nadando en el Mar de Irlanda durante todo el año durante más de 250 años.
Al principio, era un lugar de baño exclusivamente masculino. Debido a su relativo aislamiento y restricciones de género, se convirtió en un lugar popular para los nudistas. El 24 de julio de 1974, alrededor de una docena de mujeres activistas por la igualdad de derechos ("Fuerza de Invasión de Mujeres de la Ciudad de Dublín") fueron a nadar y se sentaron con pancartas.  y en 1989, entre ellas menos de cinco mujeres, nadaron desnudas. Actualmente la natación está abierta a hombres, mujeres y niños. La Asociación de Bañistas de Sandycove (club de natación local) solicita contribuciones voluntarias para el mantenimiento de la zona.